# Pyrwenecka reka
Pyrwenecka reka, Tymryszka reka (bułg. Първенецка река) – rzeka w południowej Bułgarii, w obwodzie Płowdiw. 
Źródło znajduje się w Rodopach Zachodnich, 500 m od szczytu górskiego Modyr. Płynie w kierunku północnym i północno-wschodnim, po zalesionej dolinie. Po przyjęciu dopływu – Liłkowskiej reki wpływa w głęboki kanion, mijając wieś Chrabrino wypływa z kanionu. Dalej, mijając wieś Pyrwenec, wpływa na Nizinę Górnotracką, na której tworzy meandry. Na wysokości 164 m n.p.m., na zachód od Płowdiwu, uchodzi do Maricy jako jej prawobrzeżny dopływ. Rzeka ma 37 km długości, średni przypływ 1,62 m³/s, powierzchnię dorzecza o wielkości 217 km², co stanowi 0,4% powierzchni dorzecza Maricy. 
Do Pyrweneckiej reki uchodzą: 
- lewe dopływy: Czurenska reka, Bożwo dere.
- prawe dopływy: Chodżowo dere, Liłkowska reka, Kowaczewa reka, Kaliczin doł, Byrdaszka reka.

Rzeka przepływa przez 3 miejscowości: Chrabrino, Pyrwenec i Płowdiw.